# Ali Kadam
Ali Kadam (en bengali : আলিকদম) est une upazila du Bangladesh dans le district de Bandarban. En 1991, on y dénombrait 24 782 habitants.